# Félix Tshisekedi
Félix Antoine Tshisekedi Tshilombo (født 13. juni 1963) er en politiker fra DR Congo, der siden den 25. januar 2019 har været landets præsident.
Han er leder af Unionen for demokrati og socialt fremskridt (UDPS), det ældste og største parti i DR Congo, en post han overtog fra sin afdøde fader Étienne Tshisekedi, der tre gange var premierminister i Zaïre og oppositionsleder under Mobutu Sese Sekos regeringstid. Tshisekedi var UDPS' kandidat til præsidentvalget i 2018, som han vandt, trods rapporter om valgsvindel. Hans valgsejr blev dog anerkendt af DR Congos forfatningsdomstol. Han overtog præsidentembedet efter Joseph Kabila. Valget markerede den første gang der er sket en fredelig magtovergang i DR Congo/Zaïre siden uafhængigheden fra Belgien i 1960.